# Kendrick Perkins
Kendrick Le'Dale Perkins (Nederland, 10 novembre 1984) è un ex cestista statunitense, professionista nella NBA.
È alto 2,08 m per 120 kg e giocava nel ruolo di centro. Ha vinto con i Boston Celtics il titolo NBA 2008.

## Carriera

### High school
Perkins si è diplomato alla Clifton J. Ozen High School, presso Beaumont (Texas), nel 2003. In questi anni egli fu il trascinatore della squadra a ben quattro campionati del distretto e a un campionato dello Stato del Texas. In questo periodo le sue medie sono da dominatore: 27,4 punti, 16,8 rimbalzi e 7,8 stoppate di media a partita nell'anno da Senior. Nel 2003 è stato selezionato per il McDonald's All-American Game game con i migliori giocatori di pari età negli USA. Questo stesso anno avrebbe dovuto essere quello del trasferimento a Memphis, all'Università di Memphis, invece ha optato per il passaggio diretto in NBA.

### NBA (2003-2018)

#### Boston Celtics (2003-2011)
Il centro texano di 2 metri e 8 cm viene scelto nel Draft NBA 2003 come ventisettesima scelta, nel primo giro, dai Memphis Grizzlies, ma viene immediatamente girato ai Boston Celtics assieme a Marcus Banks, in cambio di Troy Bell e Dahntay Jones, che erano stati selezionati da Boston nel medesimo Draft.
Nella stagione da rookie ha poco spazio nella squadra, gioca poche partite entrando in totale per 35 minuti nell'arco dell'intera stagione, realizzando 14 punti.
Dalla stagione 2004-05 trova più spazio durante la stagione regolare, salvo essere accantonato durante i playoff per la mancanza di esperienza. Si rende protagonista in negativo in gara-6 delle semifinali di conference, contro gli Indiana Pacers, in cui entra a pochi secondi dalla fine per sostituire l'acciaccato Paul Pierce; dovendo tirare due tiri liberi sul risultato in parità il pivot li sbaglia entrambi, portando così la partita ai tempi supplementari (match comunque vinto dai Celtics).

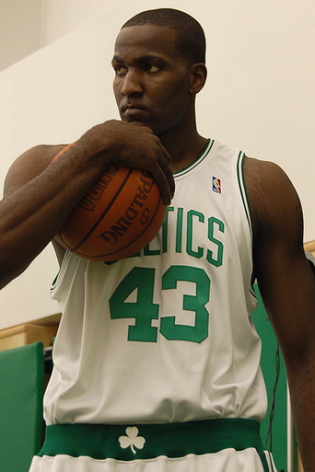
Perkins ai Boston Celtics.

Nella stagione successiva, in seguito a un intenso programma di allenamento estivo, i suoi miglioramenti sono sensibili, e ciò si misura con rendimenti ottimi, e un minutaggio più che raddoppiato rispetto alla stagione precedente. In questa stagione ha giocato alcune delle migliori partite della propria carriera sinora, realizzando spesso delle doppie-doppie, ossia terminando il match con più di 10 punti e 10 rimbalzi. È durante questa stagione che diviene titolare fisso del quintetto di coach Doc Rivers prendendo il posto del centro Mark Blount, ceduto ai Minnesota Timberwolves.
Nel 2008 si laurea campione NBA disputando prove di ottimo livello.
Nella stagione 2009-10 è uno dei protagonisti assieme a Rajon Rondo, Ray Allen, Paul Pierce, Kevin Garnett, Rasheed Wallace e Glen Davis, dell'annata dei Celtics al di sopra delle aspettative, il cui cammino verso il titolo è fermato solo in finale dai Los Angeles Lakers. In queste partite Perkins non segna molto ma mette in luce le sue ottime qualità difensive, limitando spesso i dominanti lunghi dei Lakers Pau Gasol e Andrew Bynum. Durante il primo quarto di gara 6 si infortuna seriamente procurandosi uno strappo a due legamenti del ginocchio destro in una lotta a rimbalzo contro Bynum.
Il 25 gennaio 2011, dopo sette mesi di assenza dal campo, Kendrick ritorna sul parquet, nella vittoria contro Cleveland: dopo 16 minuti di gioco segna 7 punti, serve 3 assist e cattura 6 rimbalzi, di cui 3 in attacco. Nella sua seconda partita dopo la lunga pausa segna 10 punti e cattura 9 rimbalzi confermando l'ottima forma ripresa.

#### Oklahoma City Thunder (2011-2015)
Nel febbraio 2011, durante l'ultimo giorno del mercato NBA, viene scambiato, assieme a Nate Robinson, con Jeff Green e Nenad Krstić, finendo così agli Oklahoma City Thunder dopo 7 stagioni e mezzo a Boston.

#### Cleveland Cavaliers (2015)
Il 19 febbraio 2015 viene ceduto agli Utah Jazz in cambio di Enes Kanter. Il 21 febbraio, dopo 2 giorni, viene tagliato dalla squadra di Salt Lake City; il 24 dello stesso mese firma con i Cleveland Cavaliers. Con i Cavs raggiunge per la quarta volta in carriera le NBA Finals; nonostante un super LeBron James, i Cleveland Cavaliers devono arrendersi ai Golden State Warriors perdendo la serie 4-2. Perkins perde la terza finale in carriera.

#### New Orleans Pelicans (2015-2016)
Il 29 luglio 2015, Perkins firma un contratto annuale con i New Orleans Pelicans. Il 7 novembre 2015 rimedia un grave infortunio che lo costringe a stare fuori per 3 mesi. Tuttavia l'infortuniò si rivelò meno grave del previsto in quanto il 12 dicembre tornò a disposizione per la gara contro gli Washington Wizards che lui non giocò.
Alla fine della stagione rimane free agent. Con i Pelicans ha disputato 37 partite, di cui 5 da titolare tenendo una media di 2,5 punti e 3,5 rimbalzi in 14,6 minuti a partita.

## Statistiche
| † | Denota le stagioni in cui ha vinto il titolo |

### NBA

#### Regular season
| Anno       | Squadra             | PG  | PT  | MP   | TC%  | 3P% | TL%  | RP  | AP  | PRP | SP  | PP   |
| ---------- | ------------------- | --- | --- | ---- | ---- | --- | ---- | --- | --- | --- | --- | ---- |
| 2003-2004  | Boston Celtics      | 10  | 0   | 3,5  | 53,3 | 0,0 | 66,7 | 1,4 | 0,3 | 0,0 | 0,2 | 2,2  |
| 2004-2005  | Boston Celtics      | 60  | 3   | 9,1  | 47,1 | 0,0 | 63,8 | 2,9 | 0,4 | 0,2 | 0,6 | 2,5  |
| 2005-2006  | Boston Celtics      | 68  | 40  | 19,6 | 51,5 | 0,0 | 61,5 | 5,9 | 1,0 | 0,3 | 1,5 | 5,2  |
| 2006-2007  | Boston Celtics      | 72  | 53  | 21,9 | 49,1 | 0,0 | 60,0 | 5,2 | 1,3 | 0,3 | 1,3 | 4,5  |
| 2007-2008† | Boston Celtics      | 78  | 78  | 24,5 | 61,5 | 0,0 | 62,3 | 6,1 | 1,1 | 0,4 | 1,5 | 6,9  |
| 2008-2009  | Boston Celtics      | 76  | 76  | 29,6 | 57,7 | 0,0 | 60,0 | 8,1 | 1,3 | 0,3 | 2,0 | 8,5  |
| 2009-2010  | Boston Celtics      | 78  | 78  | 27,6 | 60,2 | 0,0 | 58,2 | 7,6 | 1,0 | 0,3 | 1,7 | 10,1 |
| 2010-2011  | Boston Celtics      | 12  | 7   | 26,1 | 54,2 | 0,0 | 57,5 | 8,1 | 0,8 | 0,2 | 0,8 | 7,3  |
| 2010-2011  | Oklahoma Thunder    | 17  | 17  | 25,2 | 49,3 | 0,0 | 53,1 | 7,9 | 0,9 | 0,4 | 0,9 | 5,1  |
| 2011-2012  | Oklahoma Thunder    | 65  | 65  | 26,8 | 48,9 | 0,0 | 65,2 | 6,6 | 1,2 | 0,4 | 1,1 | 5,0  |
| 2012-2013  | Oklahoma Thunder    | 78  | 78  | 25,1 | 45,7 | 0,0 | 61,1 | 6,0 | 1,4 | 0,6 | 1,1 | 4,2  |
| 2013-2014  | Oklahoma Thunder    | 62  | 62  | 19,5 | 45,1 | 0,0 | 55,2 | 4,9 | 1,1 | 0,4 | 0,5 | 3,4  |
| 2014-2015  | Oklahoma Thunder    | 51  | 3   | 19,2 | 44,1 | 0,0 | 50,7 | 5,5 | 0,8 | 0,3 | 0,7 | 4,0  |
| 2014-2015  | Cleveland Cavaliers | 17  | 0   | 9,8  | 48,8 | 0,0 | 50,0 | 2,4 | 0,5 | 0,1 | 0,2 | 2,6  |
| 2015-2016  | N.O. Pelicans       | 37  | 5   | 14,6 | 53,3 | 0,0 | 44,0 | 3,5 | 0,8 | 0,3 | 0,3 | 2,5  |
| 2017-2018  | Cleveland Cavaliers | 1   | 0   | 15,0 | 50,0 | 0,0 | 50,0 | 1,0 | 2,0 | 1,0 | 0,0 | 3,0  |
| Carriera   | Carriera            | 782 | 565 | 21,9 | 53,0 | 0,0 | 59,4 | 5,8 | 1,0 | 0,3 | 1,2 | 5,4  |

#### Play-off
| Anno     | Squadra             | PG  | PT  | MP   | TC%  | 3P% | TL%  | RP   | AP  | PRP | SP  | PP   |
| -------- | ------------------- | --- | --- | ---- | ---- | --- | ---- | ---- | --- | --- | --- | ---- |
| 2005     | Boston Celtics      | 6   | 0   | 4,7  | 80,0 | 0,0 | 33,3 | 1,0  | 0,0 | 0,0 | 0,5 | 1,5  |
| 2008†    | Boston Celtics      | 25  | 25  | 25,2 | 58,5 | 0,0 | 67,8 | 6,1  | 0,5 | 0,6 | 1,3 | 6,6  |
| 2009     | Boston Celtics      | 14  | 14  | 36,6 | 57,5 | 0,0 | 66,7 | 11,6 | 1,4 | 0,4 | 2,6 | 11,9 |
| 2010     | Boston Celtics      | 23  | 23  | 25,0 | 51,0 | 0,0 | 60,0 | 6,2  | 1,0 | 0,4 | 1,4 | 5,7  |
| 2011     | Oklahoma Thunder    | 17  | 17  | 28,2 | 45,3 | 0,0 | 57,6 | 6,1  | 0,8 | 0,2 | 0,8 | 4,5  |
| 2012     | Oklahoma Thunder    | 20  | 20  | 25,9 | 41,6 | 0,0 | 80,0 | 6,2  | 0,7 | 0,4 | 1,3 | 4,7  |
| 2013     | Oklahoma Thunder    | 11  | 11  | 19,1 | 27,0 | 0,0 | 100  | 3,7  | 0,6 | 0,7 | 0,5 | 2,2  |
| 2014     | Oklahoma Thunder    | 19  | 19  | 20,2 | 53,3 | 0,0 | 80,0 | 5,4  | 0,7 | 0,2 | 0,3 | 3,2  |
| 2015     | Cleveland Cavaliers | 8   | 0   | 4,1  | 25,0 | 0,0 | 60,0 | 1,1  | 0,0 | 0,0 | 0,4 | 1,3  |
| Carriera | Carriera            | 143 | 129 | 23,6 | 50,2 | 0,0 | 66,2 | 5,9  | 0,7 | 0,4 | 1,1 | 5,1  |

## Palmarès
- Campionato NBA: 1

Boston Celtics: 2008
- McDonald's All-American Game (2003)